# Jonas Eduardo Américo
Jonas Eduardo Américo, mer känd som Edú, född 6 augusti 1949, är en brasiliansk före detta fotbollsspelare.
Edú spelade under sin karriär för Santos, Corinthians, Internacional, Tigres UANL, São Cristóvão och Nacional Fast. Han vann Campeonato Paulista fem gånger (1967, 1968, 1969, 1973, 1977) och vann dessutom Brasilianska silverbollen 1971.
För Brasiliens landslag gjorde Edú 42 matcher och åtta mål mellan 1966 och 1976. Han var med i Brasiliens trupp till VM 1966, VM 1970 samt VM 1974. Han fick spela en match under VM 1970 och en match i VM 1974.